# Podostemales
Podostemales é uma ordem de plantas dicotiledóneas. No sistema de Cronquist, de 1981, ela é composta por uma única família:
- ordem Podostemales
  - família Podostemaceae

No sistema APG II, esta ordem não existe.